# Ronald Ludington
Ronald Ludington (Boston, Massachusetts, 1934. szeptember 4. – Newark, Delaware, 2020. május 14.) olimpiai bronzérmes amerikai műkorcsolyázó.

## Pályafutása
1957-ben Nancy Rouillard-dal megnyerte az amerikai páros versenyt műkorcsolyában és még ebben ez évben összeházasodtak. 1959-es Colorado Springs-i világbajnokságon, majd az 1960-as Squaw Valley-i olimpián is bronzérmesek lettek. Visszavonulása után edzőként tevékenykedett.
Nancy Rouillard-tól elvált, majd feleségül vette Mary Batdorfot, aki Paul Wylie-t és Nancy Kerrigant edzette. Ebből a házasságából született Michael nevű fia. Az 1970-es évek közepén ez a házassága is válással végződött. Harmadik felesége Karen szintén műkorcsolyázó volt, akitől 2011-ben vált el.

## Sikerei, díjai
- Olimpiai játékok – páros
  - bronzérmes: 1960, Squaw Valley
- Világbajnokság – páros
  - bronzérmes: 1959, Colorado Springs